# ریالتی کینگز
ریالتی کینگز (انگلیسی: Reality Kings) برندی متعلق به (RK Netmedia)، شرکت تولید پورنوگرافی هاردکور مبتنی بر اینترنت است که در میامی بیچ، فلوریدا فعالیت می‌کند. این شبکه در سال ۲۰۰۱ تأسیس شد.